# Панама Сандоваль, Давид Эрнесто
Давид Эрнесто Панама Сандоваль (исп. David Ernesto Panamá Sandoval; 3 июля 1950, Ист-Лансинг, Мичиган, США) — сальвадорский крайне правый политик, дипломат и писатель, один из основателей Сальвадорского националистического движения (MNS), Национального широкого фронта (FAN) и Националистического республиканского альянса (ARENA). Сподвижник Роберто д’Обюссона в годы гражданской войны. В послевоенный период состоял на дипломатической службе. Выступал за партийную реформу в ARENA, но не встретил поддержки. Автор нескольких художественных и историко-публицистических произведений.

## Происхождение и образование. Участие в Футбольной войне
Родился в американском штате Мичиган, где в начале 1950-х жили его родители. Отец Давида Эрнесто владел кофейной фермой в департаменте Санта-Ана. Среди родственников был лидер ультраправых сил Гватемалы Марио Сандоваль Аларкон.
Панама Сандоваль окончил школу и католический лицей в сальвадорском городе Санта-Ана. Затем окончил Центральноамериканский университет, приобрёл специальность маркетолога. В 2007 получил диплом Университета Саламанки как специалист издательского дела.
До 18-летнего возраста имел гражданство США. В 1968 Давид Эрнесто Панама Сандоваль попытался поступить на службу в армию США, чтобы участвовать во Вьетнамской войне против коммунизма. Испуганные такой перспективой родители заставили сына отказаться от американского гражданства. Тогда Давид Эрнесто поступил в сальвадорскую Военную школу, однако через полгода был отчислен. В 1969 участвовал в Футбольной войне.

## Активист ультраправой политики. Участие в гражданской войне
Давид Эрнесто Панама Сандоваль придерживался крайне правых антикоммунистических взглядов. Ещё в студенческие годы он примыкал к консервативным группам, выступал против левой пропаганды, даже когда она исходила от иезуитов. Как представитель землевладельческого класса, он был противником проектов аграрной реформы.
В мае 1979 Панама Сандоваль в составе группы молодых предпринимателей и юристов во главе с Альфредо Мена Лагосом создал неофашистскую организацию Сальвадорское националистическое движение (MNS). Среди членов MNS был Армандо Кальдерон Соль, будущий президент Сальвадора. Панама Сандоваль в MNS за пропаганду в массах.
15 октября 1979 в Сальвадоре произошёл государственный переворот, к власти пришла Революционная правительственная хунта. Началась гражданская война. Члены MNS взяли сторону ультраправых сил против марксистских партизан ФНОФМ и реформистской правящей хунты. Они установили связь с Роберто д’Обюссоном и включились в его систему эскадронов смерти. Панама Сандоваль организовывал оперативное взаимодействие гражданских боевиков с разведуправлением Национальной гвардии. Американские эксперты называли Панаму Сандоваля «вооружённым бизнесменом» и отмечали в его деятельности «эффективную машину убийств».
Давид Эрнесто Панама Сандоваль активно участвовал в 1980 в создании Национального широкого фронта (FAN) — первой политической организации сальвадорских ультраправых. 30 сентября 1981 он был одним из 35 учредителей партии Националистический республиканский альянс (ARENA). Продолжал заниматься пропагандой и оперативной координацией. На протяжении всей войны Панама Сандоваль состоял в близком окружении майора д’Обюссона.

## Послевоенный период. Дипломатическая служба и конфликты в партии
Сальвадорская гражданская война окончилась в 1992. Между правительством, которое к тому времени контролировала ARENA и ФНОФМ было заключено мирное соглашение. Вскоре скончался Роберто д’Обюссон. 1990-е годы Панама Сандоваль провёл на дипломатической службе. Занимал важный для сальвадорской внешней политики пост посла в Китайской Республике (Тайвань). Был также послом в Парагвае. Встречался с президентом Китайской Республики Чэнь Шуйбянем, президентом Парагвая Андресом Родригесом, королём Испании Хуаном Карлосом I.
В 2000-е годы Давид Эрнесто Панама Сандоваль выступал за глубокую реформу ARENA, перенастройку партии с задач периода Холодной войны на задачи модернизации эпохи глобализма. Пропагандировал эти идеи в партийном Институте Роберто д’Обюссона. Однако Панама Сандоваль не получил поддержки в этих начинаниях. Особенно напряжённым стало положение после выборов 2009, на которых победу одержал ФНОФМ. Панама Сандоваль призывал сотрудничать с новым правительством (например, в борьбе с оргпреступностью), с националистических позиций критиковал проамериканский курс. Эти выступления не встретили в партии понимания, равно как и предложения сменить прежнюю символику.
В 2013 Панама Сандоваль заявил о серьёзных разногласиях с руководством и приостановил свою деятельность в AFRENA. При этом он напомнил о своём членстве со дня основания и дал понять, насколько ему небезразлична судьба партии.
В ходе партийных праймериз ARENA в апреле 2018 Давид Эрнесто Панама Сандоваль высказывался в поддержку Хавьера Симана, представляющего мощный консервативный бизнес-клан. Победу одержал Карлос Кальеха, член другого предпринимательского семейства. Панама Сандоваль назвал сделанный выбор «грядущим концом» партии и «потерей всякого шанса».

## Писатель и личность. Художественное и публицистическое творчество
Давид Эрнесто Панама Сандоваль известен в стране как писатель. Он автор трёх романов, четырёх сборников рассказов. Его художественные сюжеты обычно строятся на столкновении вечной человеческой темы: любви, дружбы, самостояния, поиска истины — с бурной динамикой современности, новыми социальными вызовами, жестокостью оргпреступности, бездушием виртуальных технологий.

Уроки прожитых лет побуждают меня писать, раскрывая истины и оставляя позади легенды, которые я считал за истины. Оставьте мир, который рисует для вас пропаганда, он слишком отличается от мира реального, с которым вам предстоит столкнуться. Чем быстрее узнаётся разница, тем лучше становится жизнь.

Давид Эрнесто Панама Сандоваль

Важное место в творчестве Панамы Сандоваля занимает историческая публицистика. Широко известна его работа Los guerreros de la libertad — Воины свободы. Автор разворачивает своё видение «возможно, самого кровавого периода истории человечества (1962—1992)». Характерен подбор положительных героев: Роберто д’Обюссон, Марио Сандоваль Аларкон, Альфредо Стресснер, Анастасио Сомоса Дебайле, Джесси Хелмс, Альфредо Кристиани, Армандо Кальдерон Соль. Им противостоят Сальвадор Каэтано Карпио, Шафик Хандаль, Хоакин Вильялобос, Фидель Кастро, Джимми Картер. Особо показаны такие фигуры, как Рональд Рейган, Родриго Карасо Одио или Оскар Арнульфо Ромеро.
Работает генеральным директором в издательстве собственного имени. Проживает в Сан-Сальвадоре.
С 1991 Давид Эрнесто Панама Сандоваль женат во второй раз. От первого брака (1970—1991) имеет двух дочерей.